# Steffen Popp

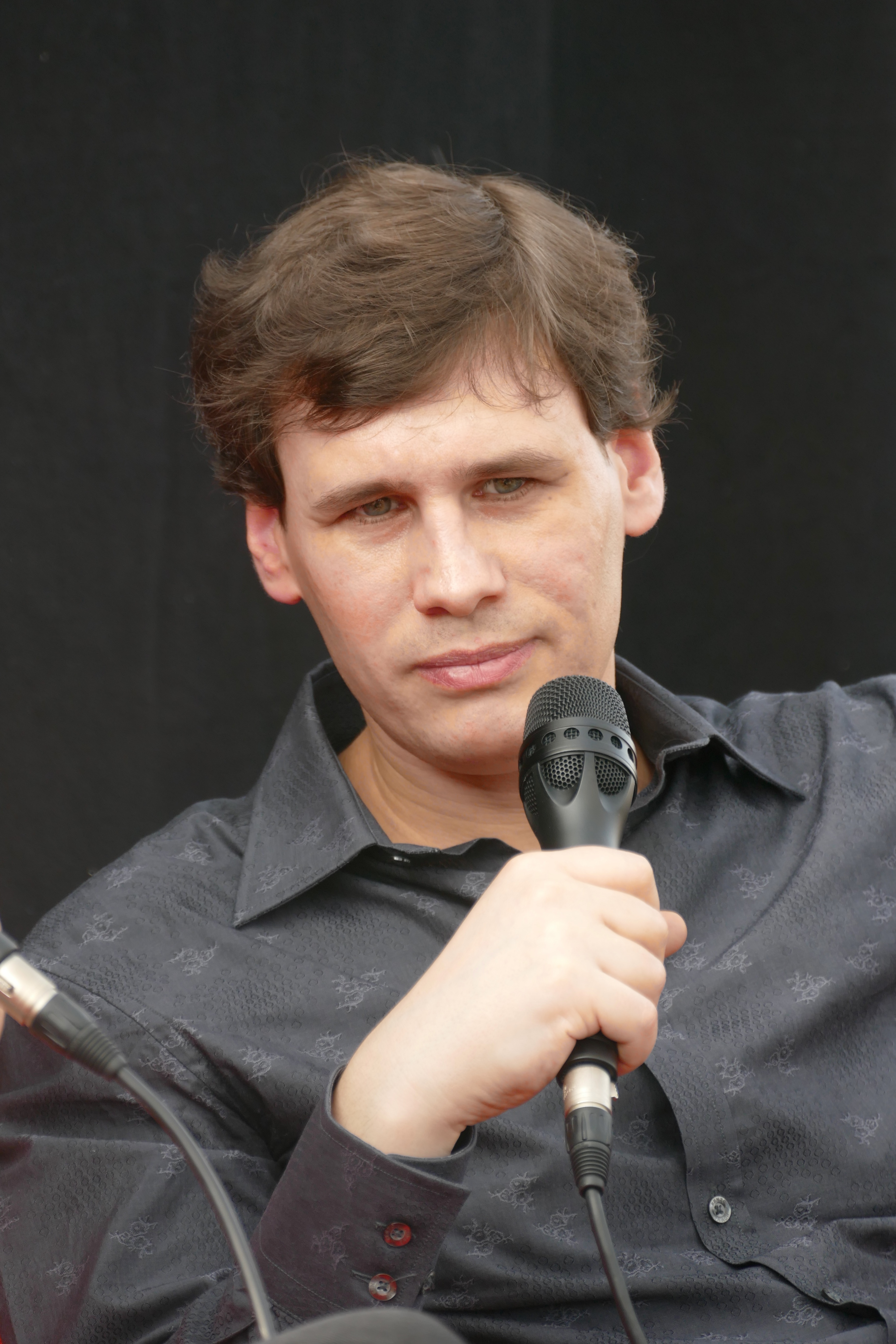
Steffen Popp auf der Leipziger Buchmesse (2017)

Steffen Popp (* 18. Juli 1978 in Greifswald) ist ein deutscher Schriftsteller, Übersetzer und Literaturwissenschaftler.

## Leben
Steffen Popp wuchs in Dresden auf und besuchte dort die naturwissenschaftliche Spezialschule Martin Anderson Nexö. Er studierte am Deutschen Literaturinstitut Leipzig sowie Literaturwissenschaft und Philosophie an der Technischen Universität Dresden und der Humboldt-Universität zu Berlin.
Popp veröffentlichte die Gedichtbände Wie Alpen (2004), Kolonie Zur Sonne (2008), Dickicht mit Reden und Augen (2012) und 118 (2017), die alle große Resonanz in der Kritik erfuhren. Für Dickicht mit Reden und Augen erhielt er den Peter-Huchel-Preis, 118 stand auf der Shortlist des Preises der Leipziger Buchmesse 2017. Gedichte von Steffen Popp sind in zahlreiche Sprachen übersetzt und in maßgeblichen Anthologien vertreten.
2006 erschien sein Roman Ohrenberg oder der Weg dorthin, der mehrfach ausgezeichnet wurde und für den Deutschen Buchpreis nominiert war.
Popp übersetzte die US-amerikanischen Lyriker Elizabeth Bishop, Christian Hawkey, Eva H.D. und Ben Lerner.
Im Herbst 2018 wurde Popp in die Deutsche Akademie für Sprache und Dichtung aufgenommen. Im Sommersemester 2022 hatte er die Thomas Kling-Poetikdozentur an der Rheinischen Friedrich-Wilhelms-Universität Bonn inne. Im Frühjahr 2025 erfolgte seine Zuwahl in die Akademie der Wissenschaften und der Literatur in Mainz.
Steffen Popp lebt in Berlin.

## Werk
Schriften
- 118. Gedichte. kookbooks, Berlin 2017. ISBN 978-3-937445-84-7
- Panzere diesen Äquator, Mond. Zur Poesie César Vallejos. Reihe Zwiesprachen im Lyrik Kabinett München. Wunderhorn, Heidelberg 2016. ISBN 978-3-88423-528-7
- Dickicht mit Reden und Augen. Gedichte. kookbooks, Berlin 2013. ISBN 978-3-937445-54-0
- Kolonie Zur Sonne. Gedichte. kookbooks, Idstein 2008. ISBN 978-3-937445-35-9
- Ohrenberg oder der Weg dorthin. Roman. kookbooks, Idstein 2006. ISBN 3-937445-17-X
- Wie Alpen. Gedichte. kookbooks, Idstein 2004. ISBN 3-937445-03-X

Übersetzungen
- Eva H.D.: Wenn alle deine Freunde vom Felsen springen. Gedichte englisch-deutsch, aus dem amerikanischen Englisch von Anne-Kristin Mittag und Steffen Popp. Hanser Verlag, München 2025. ISBN 978-3-446-28253-7
- Ben Lerner: No Art. Poems / Gedichte. Englisch und deutsch. Aus dem amerikanischen Englisch von Steffen Popp, in Teilen mit Monika Rinck. Mit einem Vorwort von Alexander Kluge. Suhrkamp Verlag, Berlin 2021. ISBN 978-3-518-42991-4
- Elizabeth Bishop: Gedichte. Gedichte englisch-deutsch, aus dem amerikanischen Englisch von Steffen Popp. Hanser Verlag, München 2018. ISBN 978-3-446-26014-6
- Ben Lerner: Die Lichtenbergfiguren. Gedichte englisch-deutsch, aus dem amerikanischen Englisch von Steffen Popp. Luxbooks, Wiesbaden 2011. ISBN 978-3-939557-42-5
- Christian Hawkey: Reisen in Ziegengeschwindigkeit. Gedichte englisch-deutsch, aus dem amerikanischen Englisch von Steffen Popp und Uljana Wolf. kookbooks, Idstein 2008. ISBN 978-3-937445-30-4
- Gedichte von István Kemény in: István Kemény: nützliche ruinen. Gutleut Verlag, Frankfurt am Main & Weimar 2007. ISBN 978-3-936826-63-0

Herausgaben
- Elke Erb: Notizbuch Ende der 90er. Auf Grundlage der Abschrift von 2020 herausgegeben. Engeler Verlag, Schupfart 2022. ISBN 978-3-906050-82-9
- Elke Erb: Das ist hier der Fall. Ausgewählte Gedichte. Herausgegeben und mit einem Nachwort von Steffen Popp und Monika Rinck. Bibliothek Suhrkamp Bd. 1492, Suhrkamp Verlag, Berlin 2020. ISBN 978-3-518-22520-2
- SPITZEN. Gedichte. Fanbook. Hall of Fame. Anthologie zeitgenössischer deutschsprachiger Lyrik. Suhrkamp Verlag, Berlin 2018. ISBN 978-3-518-12719-3
- Texte+Kritik Band 214: Elke Erb. edition Text+Kritik, München 2017. ISBN 978-3-86916-571-4
- Joseph Beuys: Mysterien für alle. Kleinste Aufzeichnungen. Bibliothek Suhrkamp Bd. 1492, Suhrkamp Verlag, Berlin 2015. ISBN 978-3-518-22492-2
- Poesie und Begriff. Positionen zeitgenössischer Dichtung. Mit Armen Avanessian und Anke Hennig. diaphanes, Zürich 2014. ISBN 978-3-03734-709-6
- Helm aus Phlox. Zur Theorie des schlechtesten Werkzeugs. Mit Ann Cotten, Daniel Falb, Hendrik Jackson und Monika Rinck. Merve Verlag, Berlin 2011. ISBN 978-3-88396-292-4

Einzelbeiträge (Auswahl)
- Anja Bayer, Daniela Seel (Hg.), all dies hier, Majestät, ist deins – Lyrik im Anthropozän. kookbooks, Berlin 2016, ISBN 978-3-937445-80-9.
- Nachdenken über Uwe Greßmann. Dossier mit einem Beitrag von Adolf Endler und Gedichten von Uwe Greßmann, in: Schreibheft Nr. 83, Köln 2014.
- Zug zu den Quellen. Romanauszug, in: BELLA triste Nr. 23, Hildesheim 2009.
- Thomas Geiger (Hg.), Laute Verse. Gedichte aus der Gegenwart. dtv, München 2009. ISBN 978-3-423-24692-7
- Poesie als Lebensform. Essay, in: BELLA triste Nr. 18, Hildesheim 2007.[4]
- Jan Wagner, Björn Kuhligk (Hg.), Lyrik von jetzt. DuMont Buchverlag, Köln 2003. ISBN 3-8321-7852-X
- Gespräche mit Eckermann. Erzählung, in: EISWASSER – Zeitschrift für Literatur Nr. 13, Vechta 2002. ISBN 3-924143-21-8. Auch in: BELLA triste Nr. 6, Hildesheim 2003.
- Abschied vom Ufer. Erzählung, in: Katja Lange-Müller (Hg.), Vom Fisch bespuckt. Kiepenheuer & Witsch, Köln 2002. ISBN 3-462-03073-6

## Auszeichnungen
- 2025 Mitglied der Akademie der Wissenschaften und der Literatur[5]
- 2024 Lyrikpreis München[6][7][8]
- 2022 Thomas Kling-Poetikdozentur der Universität Bonn
- 2019 einjähriges Stipendium der Berliner Senatsverwaltung für Kultur und Europa[9]
- 2018 Mitglied der Deutschen Akademie für Sprache und Dichtung
- 2017 Nominierung für den Preis der Leipziger Buchmesse
- 2015 Mondseer Lyrikpreis
- 2015 Anerkennungspreis des Zuger Übersetzer-Stipendiums
- 2015 Stipendiat der Deutschen Akademie Rom Villa Massimo
- 2014 Peter Huchel-Preis[10]
- 2012 Stipendium der Deutschen Akademie Rom, Casa Baldi
- 2011 Kelag-Preis bei den 35. Tagen der deutschsprachigen Literatur in Klagenfurt
- 2011 Preis der Stadt Münster für Internationale Poesie[11] zusammen mit und als Übersetzer von Ben Lerner
- 2011 Leonce und Lena-Preis
- 2010 Kunstpreis Berlin Sektion Literatur, Akademie der Künste Berlin
- 2007 Rauriser Literaturpreis
- 2006 Nominierung für den Deutschen Buchpreis
- 2006 Förderpreis des Heimrad Bäcker-Preises
- 2004 Literatur-Förderpreis des Kranichsteiner Literaturpreises des Deutschen Literaturfonds
- 2003 Preisträger der Akademie Graz